# وینتلره
وینترل (به هلندی: Wintelre) یک منطقهٔ مسکونی در هلند است که در ایرسل واقع شده‌است. وینترل ۱٫۹۳۶ نفر جمعیت دارد.